# عباس أكبر
عباس أكبر (بالإنجليزية: Abbas Akbar)‏ هو مخرج سنغافوري، ولد في 14 سبتمبر 1983 في سنغافورة.